# 许乃波
许乃波（1906年—？），男，福建金门人，中国电器专家、社会活动家，曾任致公党中央常委，第五、六届全国政协委员。